# Mapania longiflora
Mapania longiflora är en halvgräsart som beskrevs av Charles Baron Clarke. Mapania longiflora ingår i släktet Mapania och familjen halvgräs. Inga underarter finns listade i Catalogue of Life.